# Energietechniek

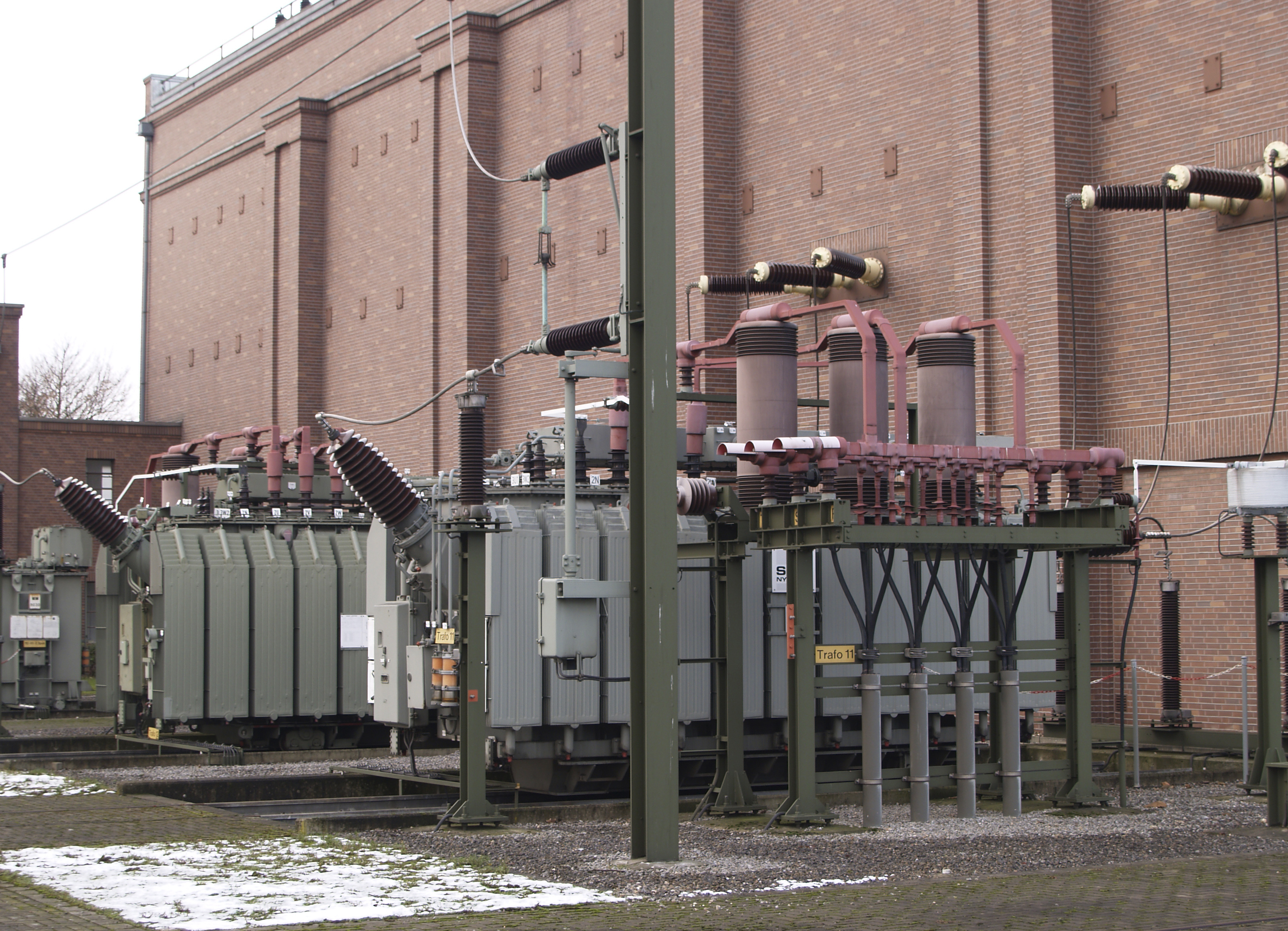
Vermogenstransformator

Energietechniek is de tak van de techniek die zich bezighoudt met energiesystemen, en dan speciaal de opwekking, transport en distributie
van energie zoals elektrische energie, energieomzetting en elektromechanische machines.

## Geschiedenis
Energietechniek was de eerste tak van de elektrotechniek die eind 19e, begin 20e eeuw tot ontwikkeling kwam. Werd elektrische energie in eerste instantie nog op beperkte schaal opgewekt met behulp van accu's, door de uitvinding van de dynamo kon men elektriciteit in grote hoeveelheden opwekken. Hierdoor werd het ook beschikbaar voor de gewone consument. In deze beginjaren werden vele problemen door technici opgelost, om te zorgen dat energie rendabel en veilig gedistribueerd kon worden. Nikola Tesla was een van de bekendste pioniers op dit gebied.

## Vermogen

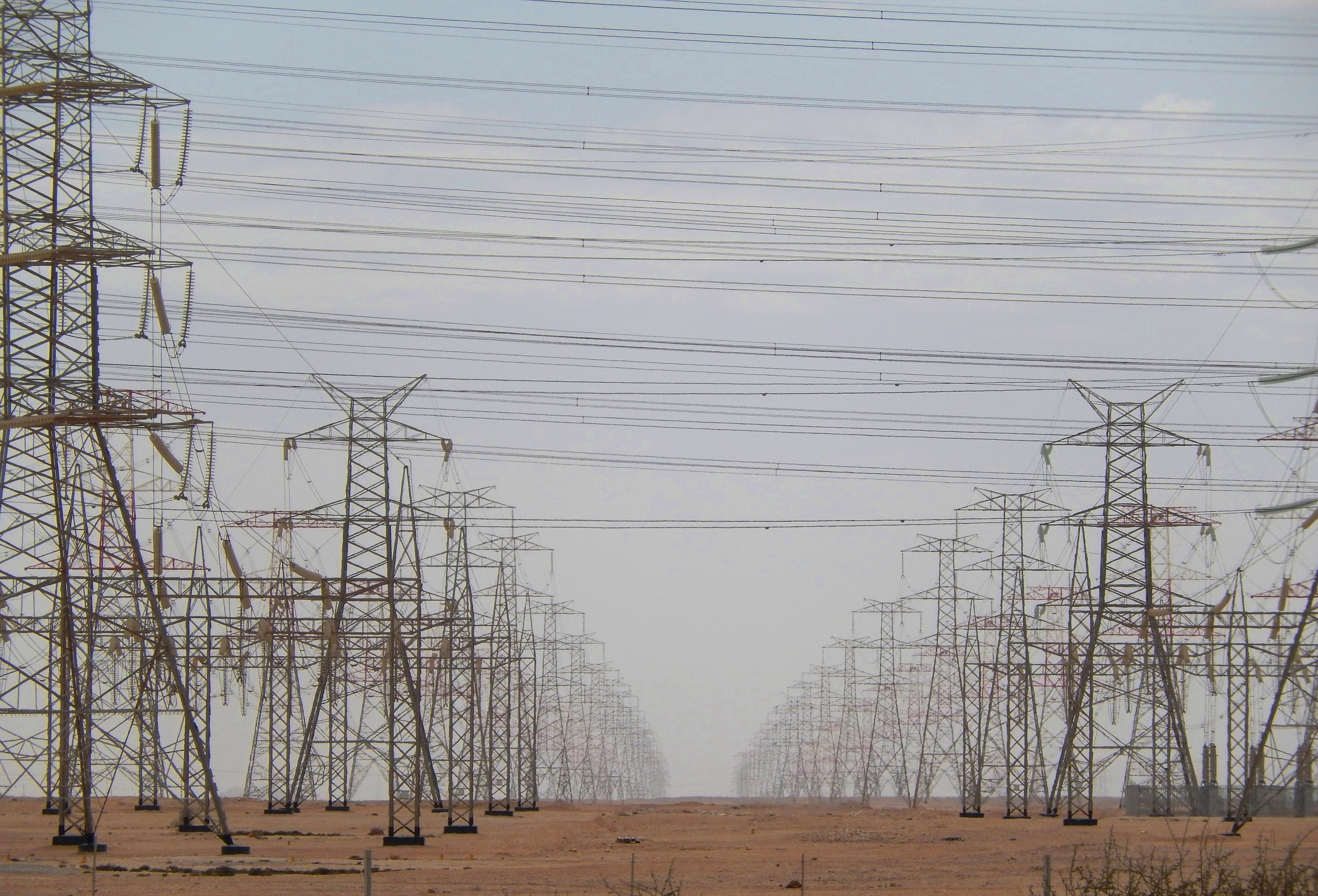
Hoogspanningsnet

Energietechniek houdt zich niet alleen bezig met de opwekking, transport en distributie van elektriciteit maar ook bij het ontwerp en onderhoud van diverse gerelateerd systemen, zoals transformatoren, generatoren, motoren en vermogenselektronica.
In vele gebieden van de wereld onderhouden overheden een elektrische netwerk waar de elektriciteitscentrales en afnemers op zijn aangesloten. Dit netwerk wordt het hoogspanningsnet genoemd. Afnemers kopen elektrische energie in van het net zodat ze geen kosten hoeven te maken wanneer ze de elektriciteit zelf moeten opwekken.
Tegenwoordig zijn de meeste netten uitgelegd met een driefasige wisselspanning, ook wel driefasenspanning of draaistroom genoemd. De reden hiervoor is dat draaistroom eenvoudig en efficiënt opgewekt, getransporteerd en verbruikt kan worden. Door de wisselspanning omhoog te transformeren kan het een groot vermogen met kleine verliezen getransporteerd worden. Bijvoorbeeld, om eenzelfde vermogen te transporteren is bij een 10 keer zo hoge spanning de stroom 10 keer zo laag, waardoor de kabels dunner kunnen zijn of bij gelijke kabeldikte de energieverliezen in het net 100 keer zo laag.
Het terugbrengen van hoog- naar laagspanning vindt plaats in de onderstations, die dan ook alom in het elektriciteitsnet zijn terug te vinden. Na het omlaag brengen van de spanning is het geschikt voor industriële en huishoudelijke toepassingen.

## Componenten
Energietechniek wordt opgedeeld in vier sectoren:

### Opwekking
Opwekking is het omzetten van andere vormen van energie in elektriciteit.
De energiebronnen zijn fossiele brandstoffen waaronder kolen, aardolie en aardgas, maar ook waterkracht, aardwarmte, kernenergie, zonne-energie, windenergie, etc.
Naast de elektrotechniek is hierbij ook de kennis nodig van de werktuigbouw (turbines, stoomketels, kernreactoren) en de bouwkunde (stuwdambouw, machinehuis). De opwekking vindt enerzijds plaats in grote traditionele energiecentrales, maar een recente trend is een toename in het aantal kleine lokale eenheden, vooral windmolens. Men spreekt hier van decentrale opwekking.

### Transport
Transport is het verplaatsten van elektrische energie over lange afstanden, van de energiecentrale tot de plaats waar het wordt verbruikt. Transport vindt voornamelijk plaats via hoogspanning, waarbij de spanningen vaak hoger zijn dan daar waar het wordt opgewekt of verbruikt. Doordat de netten van de verschillende energiebedrijven en tussen de landen onderling met elkaar gekoppeld zijn, verkrijgt men een stabiel transportnet met een verhoogde bedrijfszekerheid. De internationale connectie laat ook toe om energie uit te wisselen tussen verschillende landen. Het transportnet wordt vermaasd uitgebaat, zodat er steeds redundantie is bij een fout in het net. Beheer van dit hoogspanningsnet wordt gegaan door TenneT (Nederland) en Elia (België).

### Distributie
Distributie is verspreiden van elektrische energie van het transportsysteem naar de uiteindelijk afnemers zoals woningen, bedrijfspanden en fabrieken.
Hierbij worden de spanningen in verschillende stappen omgezet naar het niveau dat uiteindelijk benodigd is. Er zijn verschillende laagspanningen beschikbaar voor energie distributie. Voor de residentiële gebruiker komt 230/400 V 50 Hz komt in Europa het meest voor.

### Opslag
Energieopslag wordt gebruikt om energie die tijdelijk niet nodig is, op te slaan om later in te zetten. Dit gebeurt bijvoorbeeld in stuwmeren in Noorwegen en Zwitserland. De afgelopen jaren is veel ontwikkeling op het gebied van accu's, gecomprimeerde lucht, vliegwielen en andere technologie. In de toekomst wordt verwacht dat het elektriciteitsnetwerk steeds meer gestabiliseerd wordt met (lokale) opslag.

## Brancheorganisaties

### Dutch Power
Dutch Power is een samenwerkingsverband van bedrijven die actief zijn in de elektriciteitsdistributie. Dit zijn onder andere de distributiebedrijven en de toeleverende industrie. Ruim 40 bedrijven zijn lid. Activiteiten zoals symposia, innovatiemiddagen en bijdragen aan conferenties worden georganiseerd in verschillende werkgroepen.